# Église Saint-Hippolyte de Fontès
Pour les articles homonymes, voir Église Saint-Hippolyte.
L'église Saint-Hippolyte de Fontès est une église catholique située à Fontès, en France.

## Localisation
L'église est située dans le département français de l'Hérault, sur la commune de Fontès.

## Historique
Le cartulaire de Gellone mentionne la paroisse Saint-Hippolyte pour la première fois en 1080. L'église actuelle a remplacé une église romane précédente et a été reconstruite dans la première moitié du XIVe siècle. Le portail d'entrée a été couvert par un arc surbaissé au XVIIIe siècle.

## Protection
L'édifice est inscrit au titre des monuments historiques le 16 juillet 1925.

## Description
L'édifice est épaulé par des contreforts très épais. La nef unique possède deux travées et est voûtée d'ogives. Le chœur est composé d'une abside centrale pentagonale et de deux absidioles carrées. Le clocher surmonte l'absidiole du nord. Deux chapelles latérales sont ouvertes dans la dernière travée de la nef. Le portail sud donne accès à la première travée de la nef. Les culots du portail et du chœur sont sculptés.